# Åsmund Fregdegjeva
 For alternative betydninger, se Åsmund Frægdegjevar (album).
Åsmund Fregdegjeva eller Åsmund Frægdegjevar er en norsk folkevise af balladetypen. I The Types of the Scandinavian Medieval Ballad er den typologiseret som E 145, og regnes dermed til trolde- og kæmpeviserne. Visen er kun kendt den nordlige del af Telemark. Den ældste nedskrevne version er gjort af M.B. Landstad efter Lavrans Groven.
Folkevisen findes i adskillige forskellige udgaver fra midten af 1800-tallet og frem. I de fleste udgaver er kongen, som Åsmund rejser ud for, fra Irland, men i andre versioner er han fra Island. Fælles for dem er dog, at det er Olav Tryggvason, der er kongen idet helten sejler i hans skib Ormen hin Lange. Den danske folktronicagruppe Sorten Muld udgav en version af sangen kaldet "Harald Kongen" på deres debutalbum Mark II i 1997. I denne version hedder kongen Harald (sandsynligvis Harald Blåtand).

## Indhold
Kongen lover Åsmund prinsesse Ermelin, dersom han kan få hende ud ad Trollebotnen. Åsmund sejler derhen i skibet Ormen hin Lange sammen med brødrene sine. Han går ind i fjeldet, dræber en gyger og tager prinsessen med sig ud, men opdager at hans brødrene er flygtet. Han går tilbage ind i fjeldet, dræber flere trolde og finder en hest som tilbyder sig at fragte dem hjem, dersom han vil ofre sin højre hånd. Åsmund og prinsessen rider over havet og da de er hjemme igen, hugger Åsmund hovedet af hesten som da forvandler sig til Ermelins yngste bror.

## Baggrund
Visen er bygget over en islandsk fornaldersaga: Sögu af Ásmundi flagðagefu og analysen af denne vise står centralt i Knut Liestøls doktorafhandling.